# Rangers de la république du Vietnam

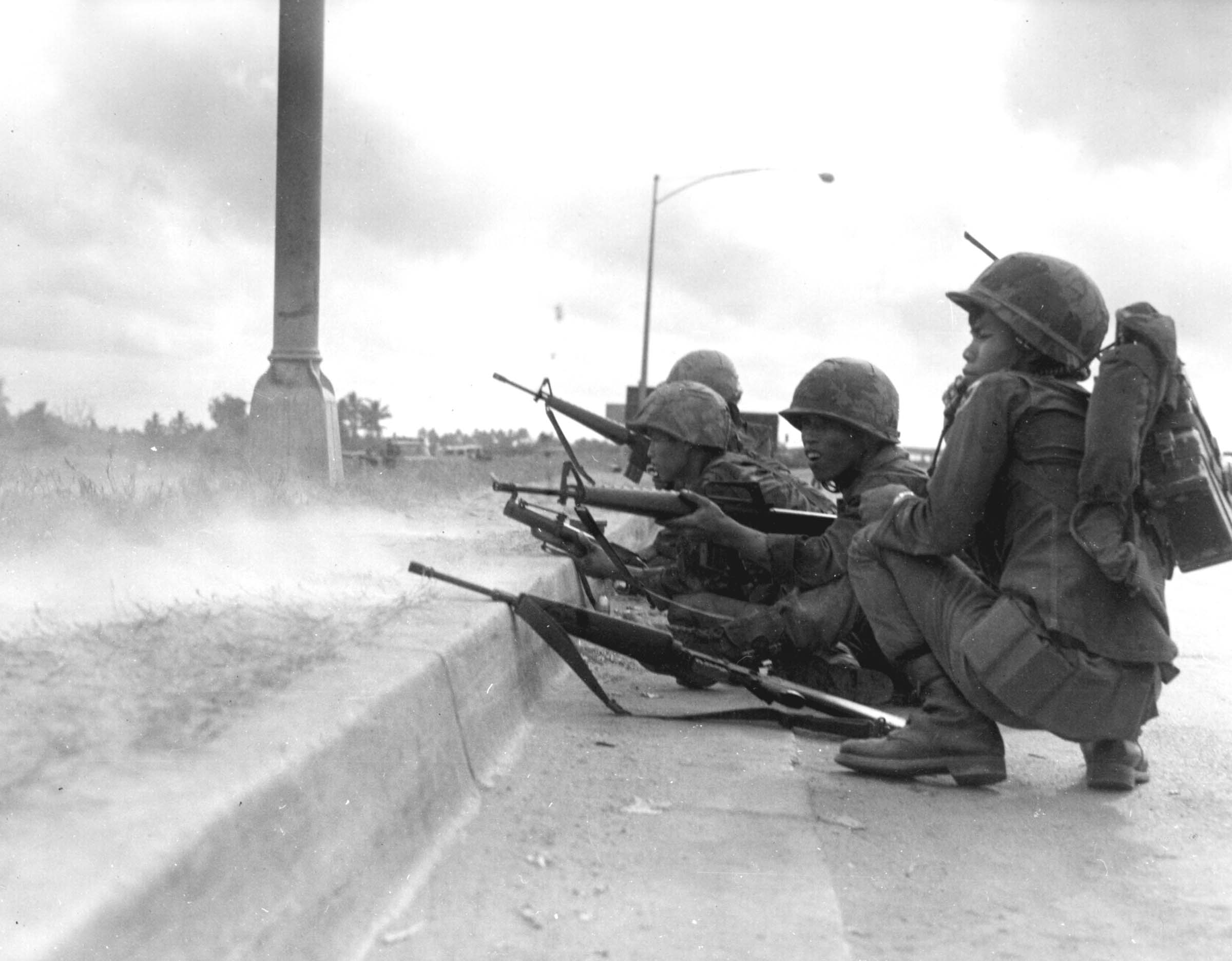
Rangers vietnamiens en action à Saigon lors de l'offensive du Têt en 1968.

Les Rangers de la république du Viêt Nam (en vietnamien : Biệt Động Quân), communément appelés Rangers de l'Armée de terre de la république du Viêt Nam (Army of the Republic of Vietnam - ARVN), étaient l'infanterie légère de l'armée de terre de la République du Viêt Nam. Entraînés et assistés par les forces spéciales américaines (Special Forces) et les conseillers des Rangers américains (Rangers), les Rangers vietnamiens s'infiltraient au-delà des lignes ennemies dans des missions de recherche et de destruction. Initialement formés comme une force d'infanterie légère anti-insurrectionnelle en supprimant la 4e compagnie de chaque bataillon d'infanterie existant, ils se sont ensuite développés en une force d'élan capable de mener des opérations conventionnelles et anti-insurrectionnelles, et on comptait sur eux pour reprendre les régions capturées. Plus tard, au cours de la vietnamisation, le programme du Civilian Irregular Defense Group program a été transféré du Commandement pour l'Assistance Militaire au Vietnam (Military Assistance Command, Vietnam - MACV) et intégrés en tant que bataillons frontaliers chargés de gérer des avant-postes éloignés dans les hauts plateaux du centre du pays.
Les Rangers étaient souvent considérés comme l'une des unités les plus efficaces de la guerre, ce qui s'explique en partie par le rôle spécialisé de ces unités, étant donné qu'elles étaient issues d'unités de commandos françaises, le Groupement de commandos mixtes aéroportés (GCMA), qui provenaient de transfuges du Viêt Minh et de groupes de Tai-Kadai, opérant dans des rôles d'interdiction et de contre-espionnage, et qu'elles étaient entraînées spécifiquement pour la contre-insurrection et la guerre en terrain accidenté dans la région. Avec les améliorations apportées à l'ARVN à partir de 1969 et le prestige croissant de la division aéroportée et de la division de Marines, la déprédation a fait que les Rangers basés dans les hauts plateaux du centre ont été recrutés par des déserteurs, des condamnés libérés et des Montagnards, mais l'unité a continué d'opérer lors de l'offensive de Pâques et des escarmouches frontalières en 1973 et 1974.

## Histoire

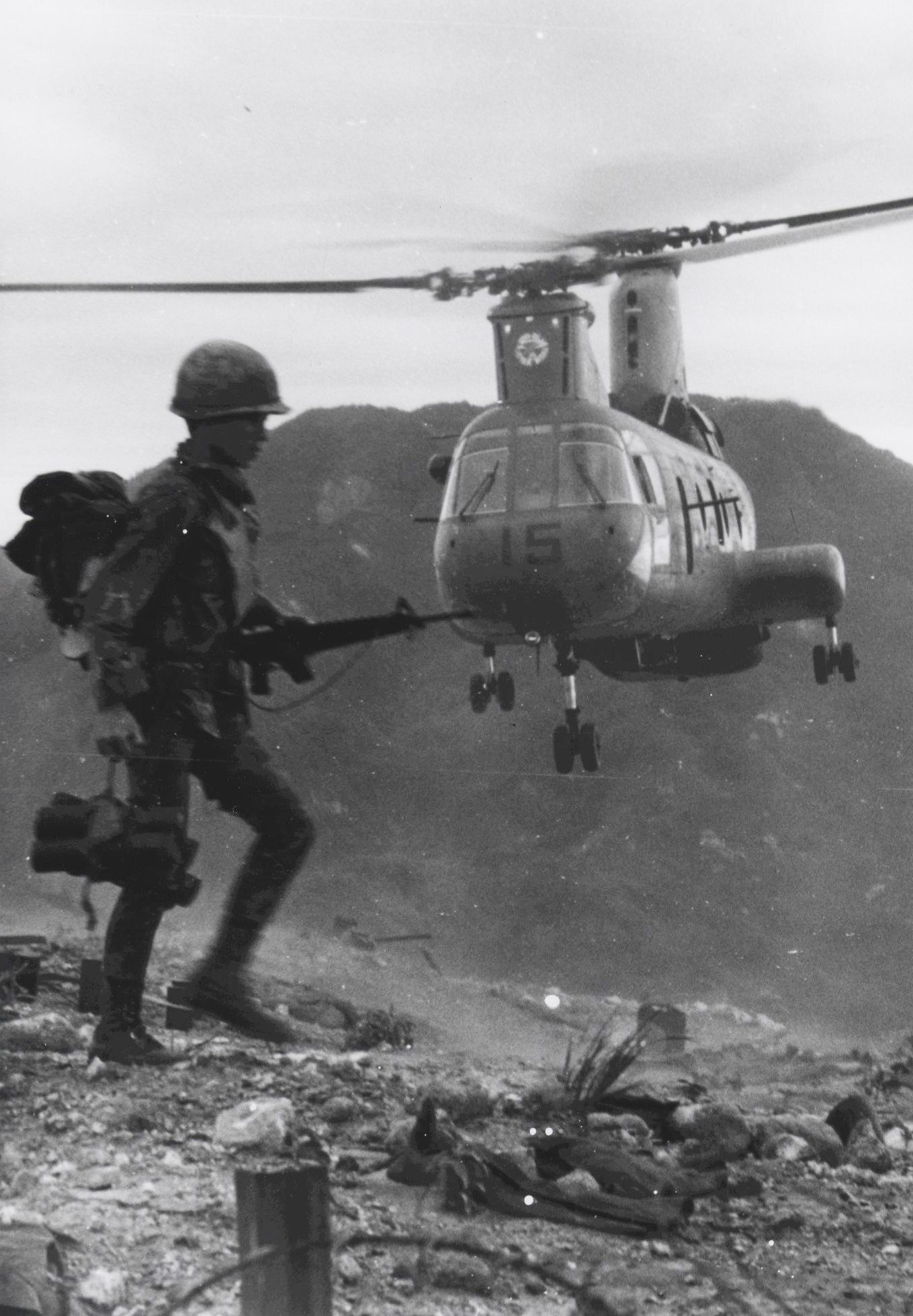
Ranger vietnamien et un CH-46D du VMM-263HMM-263 près d'An Hoa, 1969

Les Français ont créé une école de commandos à Nha Trang en 1951. Après que le Groupe consultatif pour l'assistance militaire (Military Assistance Advisory Group) américain a pris en charge le rôle de conseiller militaire, l'école a été convertie en école de Rangers en 1956. En 1960, lorsque la guerre du Viêt Nam a commencé pour de bon, les Rangers vietnamiens ont été formés. Les Rangers (en vietnamien: Biet Dong Quan [BDQ]), initialement organisés en compagnies séparées avec des Rangers de l'armée de terre américaine (US Army Rangers), ont été affectés en tant que conseillers, d'abord comme membres des Mobile Training Teams (MTT), dans les Ranger Training Centers (RTC), et plus tard au niveau de l'unité en tant que membres du Military Advisory Command Vietnam (MACV). Un petit nombre d'officiers Rangers vietnamiens ont été sélectionnés pour suivre l'école des Rangers de l'armée américaine (US Army) à Fort Benning.
En 1962, les compagnies du BDQ ont d'abord été formées en bataillons spéciaux de contre-insurrection, mais en 1963, les unités de Rangers ont été organisées en bataillons et leur mission a évolué de la contre-insurrection aux opérations d'infanterie légère.
Fin décembre 1964, des éléments des 29e, 30e, 33e, 35e et 38e bataillon de Rangers prennent part à la bataille de Binh Gia, les 30e et 33e Rangers subissant de lourdes pertes:337. 
En mai 1965, lors de la bataille de Sông Bé, les 34e et 36e Rangers chassent les Viet Cong (VC) qui occupent la ville.
Le 30 mai 1965, lors de la bataille de Ba Gia, le 39e bataillon de Rangers fait partie d'une force opérationnelle avec le 2e bataillon de l'ARVN, le 51e régiment d'infanterie, la 25e division, le 3e bataillon de Marines et un escadron de véhicules blindés de transport de troupes M113 pour reprendre Ba Gia qui avait été capturée la veille par les VC. Les VC attaquent d'abord le 2e bataillon du 51e d'infanterie, puis tendent une embuscade au 3e bataillon de Marines qui tente de soutenir le 2/51e, obligeant les deux unités à battre en retraite vers Phuoc Loc. Le matin du 31 mai, les VC reprennent leurs attaques, s'emparent de Phuoc Loc et attaquent le 39e Rangers, leur infligeant de lourdes pertes. Le total des pertes sud-vietnamiennes s'élève à 392 hommes tués et disparus:51. 
Dans l'après-midi du 10 juin 1965, au cours de la bataille de Đồng Xoài, le 52e bataillon de Rangers est débarqué par hélicoptère à 3 kilomètres au sud de Đồng Xoài. Alors que la compagnie de tête tombe dans une embuscade tendue par les VC et subit de lourdes pertes, l'unité poursuit sa route vers Đồng Xoài en renforçant les défenseurs du camp et en repoussant plusieurs attaques nocturnes des VC:400–1. 
Les 20 et 21 octobre 1965, les 22e et 96e bataillon de Rangers participent à la levée du siège de Plei Me:101–4. 
Le 8 décembre 1965, le 11e bataillon de Rangers participe à l'Opération Harvest Moon/Lien Ket 18 dans la vallée de Quế Sơn avec le 1er bataillon de l'ARVN, le 5e régiment de la 2e division et la Task Force Delta de la 3e division de Marines des États-Unis. Le matin du 8 décembre, l'ARVN commença son avancée le long de la route 534 avec le 1er bataillon sur la gauche de la route et le 11e Rangers sur la droite. À 13h30, les Rangers tombèrent dans une embuscade tendue par le 70e bataillon VC qui fut débordé en 15 minutes, perdant un tiers de ses hommes. Les autres se retirèrent et établirent un périmètre défensif à 1,2 km au nord-ouest et demandèrent un soutien aérien. Le 1er régiment est empêché de renforcer les Rangers par des tirs intensifs d'armes légères et de mortiers, et les frappes aériennes des Marines touchent les positions des VC. Plus tard dans la journée, des hélicoptères du HMM-161 ont transporté le 6e régiment de l'ARVN, 2e division de Tam Kỳ pour remplacer les 11e Rangers:103–4. L'opération se termine le 20 décembre, les Marines ont perdu 45 tués, l'ARVN 90 tués et 91 disparus et les VC 407 tués et 33 capturés:109. 
Du 5 au 7 mars 1966, dans le cadre de l'opération Utah, le 37e bataillon de Rangers aide les 1er et 5e bataillon aéroporté de l'ARVN et des éléments de la 1re division de Marines des États-Unis (1st Marine Division) à combattre le 21e régiment de l'Armée populaire du Viêt Nam (People's Army of Vietnam - PAVN) au nord-ouest de Quảng Ngãi:109.
Du 2 au 21 juin 1966, dans le cadre de l'opération Hawthorne, le 21e bataillon de Rangers participe avec la 101e division aéroportée américaine à la relève du 42e régiment de l'ARVN, de la 22e division, qui combat le 24e régiment de l'APVN près du village de Toumorong, dans la province de Kon Tum:276. 
En 1966, les bataillons ont été constitués en Task Forces et cinq quartiers généraux de Ranger Group ont été créés au niveau du corps d'armée pour assurer le commandement et le contrôle des opérations tactiques. La structure du Ranger Group a été maintenue jusqu'en 1970, lorsque la réduction des forces américaines a commencé. Le Groupe civil de défense irrégulière (Civilian Irregular Defense Group - CIDG) situé le long des frontières laotienne et cambodgienne, auparavant sous le contrôle du 5th U.S. Special Forces Group, a été intégré au commandement des Rangers. Les Rangers ont ainsi assumé un rôle élargi de défense des frontières. La conversion des camps du CIDG en 37 bataillons de combat avec 14 534 hommes a plus que doublé la taille de la force des Rangers.
De juin au 15 décembre 1967, dans le cadre de l'opération Fairfax, le 5e groupe de Rangers participe avec la 199e brigade d'infanterie américaine (199th Infantry Brigade) à des opérations conjointes de contre-insurrection et de pacification dans la province de Gia Định, près de Saigon. Les pertes totales des VC s'élèvent à plus de 1 200 personnes tuées ou capturées:155–62. 
Du 26 au 30 mai 1967, le 1er groupe de Rangers mène l'opération Lien Ket 106 avec le 6e régiment de l'ARVN, de la 2e division, et en coordination avec l'opération Union II du 5e régiment de Marines des États-Unis dans la vallée de Quế Sơn contre la 2e division de l'APVN:68–74. 
Du 27 au 31 juillet 1967, le 44e bataillon de Rangers participe à l'opération Coronado II avec le 3e bataillon de Marines de l'ARVN et la Force mobile fluviale (Mobile Riverine Force) américaine contre les unités VC dans le delta du Mékong:120–5.
Le 10 septembre 1967, le 37e bataillon de Rangers rencontre une force PAVN au nord de la zone de l'opération Swift, dans la vallée de Quế Sơn. Les Rangers perdent 13 tués et 9 disparus tandis que les PAVN perdent 70 tués:118. Dans la soirée du 13 septembre, les PAVN attaquent à nouveau le 37e Rangers et des unités supplémentaires de l'ARVN ainsi que le 1er bataillon, du 5e Marines US et le 3e bataillon, du 5e Marines US sont transportés par avion pour les soutenir. À l'aube, les PAVN se sont désengagés, laissant 49 morts tandis que les Rangers ont perdu 15 tués:119. 
Le 26 janvier 1968, le 37e bataillon de Rangers est transporté par avion à la base de combat de Khe Sanh (Khe Sanh Combat Base) pour combattre aux côtés du 26e régiment de Marines américains (26th Marine Regiment) lors de la bataille de Khe Sanh, pour des raisons plus politiques que tactiques:269. Fin février, des capteurs au sol détectent le 66e régiment de la 304e division de la PAVN qui se prépare à lancer une attaque contre les positions du 37e bataillon de Rangers sur le périmètre oriental de la base. Dans la nuit du 28 février, la base a déclenché des tirs d'artillerie et des frappes aériennes sur les zones de rassemblement et les voies de progression possibles des PAVN. À 21h30, l'attaque a commencé, mais elle a été étouffée par les armes légères des Rangers, qui étaient soutenus par des milliers d'obus d'artillerie et de frappes aériennes. Deux autres attaques plus tard dans la matinée ont été stoppées avant que les PAVN ne se retirent finalement. Les PAVN n'en avaient cependant pas fini avec les troupes de l'ARVN. Cinq autres attaques contre leur secteur ont été lancées au cours du mois de mars:281. 
Pendant l'offensive du Têt, la bataille de Cholon et de l'hippodrome de Phu Tho, du 31 janvier au 11 février 1968, les 30e, 33e et 38e bataillon de Rangers sont tous impliqués dans les combats:344–6. Au cours des attaques de l'offensive du Têt sur Bien Hoa et Long Binh du 31 janvier au 2 février 1968, la 3e force opérationnelle de Rangers (3rd Ranger Task Force), composée des 35e et 36e bataillon de Rangers, fournit une force de réaction rapide soutenue par 2 bataillons d'obusiers de 155 mm situés au sud-est de Bien Hoa et, avec des éléments de la 5e division de l'ARVN qui y avait son quartier général, défend avec succès le quartier général et d'autres installations clés dans le complexe de Bien Hoa-Long Binh:346–7. 
Lors des opérations de nettoyage de la bataille de Hué, le 25 février, une force opérationnelle de deux bataillons de Rangers reprend le secteur de Gia Hoi (16° 28′ 34″ N, 107° 35′ 20″ E) entre le mur est de la citadelle de Huế et la rivière des Parfums:211. 
Du 8 avril au 31 mai 1968, le 5e groupe de Rangers du 3e corps d'armée participe à l'opération Toan Thang I afin de maintenir la pression sur les forces PAVN/VC  après le succès de l'opération Quyet Thang. L'opération a impliqué presque toutes les unités de combat du IIIe Corps. L'opération a été un succès, les forces alliées revendiquant 7 645 VC/PAVN tués, mais elle n'a pas empêché les PAVN/VC de lancer leur offensive de mai contre Saigon:464–6 
Le 6 mai 1968, lors de l'offensive de mai, les 30e et 33e bataillon de Rangers rejoignent les forces de cavalerie américaines pour attaquer un hameau situé à l'ouest de l'hippodrome de Phú Thọ à Saigon. Ils rencontrent une forte résistance, se retirent et font appel à l'aviation et à l'artillerie, en entrant dans le hameau le lendemain matin, ils ont dénombré plus de 200 VC morts:23. Le 7 mai, le 35e bataillon de Rangers, qui a établi un cordon avec la police nationale au nord de Cholon, reçoit l'ordre d'attaquer les positions des Viêt-congs au nord. Ils sont accueillis par un feu nourri, dont des roquettes B-40 décrites par leur conseiller américain comme "arrivant comme de la grêle". Les Rangers se retirent pour permettre des frappes aériennes contre les VC et repartent à l'assaut mais sont à nouveau stoppés par des tirs nourris:25–6. Le 8 mai, le 38e bataillon de Rangers relève le 35e Rangers et tente de reprendre l'avance mais progresse peu jusqu'à ce qu'il soit aidé par les forces de la cavalerie américaine. Le 9 mai, l'assaut se poursuit lentement et 45 VC sont tués:26. Le 10 mai, le 33e bataillon de Rangers balaie la zone autour de l'hippodrome de Phú Thọ et trouve 9 VC tués ainsi que diverses armes et fournitures:26. Le 11 mai, le 38e bataillon de Rangers continue d'avancer vers le nord, soutenu par des frappes aériennes. Les VC commencent à se désengager à travers Saigon et l'attaque est en grande partie terminée. Le 3/4e de cavalerie se retire de la zone et sa zone d'opération est reprise par les Rangers:25–7.
Le 31 août, durant la l'offensive phase III au sud de Da Nang, les 21e et 37e bataillon de Rangers prirent au piège une unité PAVN dans un méandre de la rivière Song Ky Lam avec le 3e bataillon du 5e régiment de Marines US sur la rive opposée, tuant 80 PAVN et en capturant un, pour une perte de 7 ARVN morts et 45 blessés. À 20h00, la compagnie H du 2/5e Marines tend une embuscade à 30 PAVN qui tentent de traverser le Song Ky Lam à bord de bateaux, tuant tous les occupants:382. 
Du 7 décembre 1968 au 8 mars 1969, le 1er groupe de Rangers participe à l'opération Taylor Common avec la Task Force Yankee de la 1re division de Marines des États-Unis dans le bassin d'An Hoa, dans la province de Quảng Nam, contre la base 112 de l'ARVN/VC:438. Les pertes de l'ARVN s'élèvent à 100 tués et 378 blessés, celles de la PAVN/VC à 1 398 tués et 29 capturés:94.
Du 26 mai au 7 novembre 1969, le 37e bataillon de Rangers participe à l'opération Pipestone Canyon avec les 1er et 2e bataillon du 51e régiment et la 1re division de Marines des États-Unis contre les bases PAVN/VC sur l'île de Go Noi, au sud-ouest de Da Nang:175–87.
Le 27 avril 1970, un bataillon de Rangers avait avancé dans la province de Kandal, au Cambodge, pour détruire une base PAVN lors de la première opération de la campagne cambodgienne:146. Le 30 avril, dans le cadre de l'opération Toan Thang 42 (Victoire totale), trois bataillons de Rangers et d'autres forces de l'ARVN pénètrent dans la région de Parrot's Beak de la province de Svay Rieng.
Du 5 janvier au 30 mai 1971, le 74e bataillon de Rangers et le 11e régiment de cavalerie blindée mènent des opérations dans le district de Snuol au Cambodge. La bataille de Snuol, qui se déroule du 25 au 30 mai 1971, se solde par 37 morts et 74 disparus dans les rangs de l'ARVN pour 1 043 morts dans les rangs de la PAVN.
Du 8 février au 25 mars 1971, les 21e et 39e bataillon du 1er groupe de Rangers participent à l'opération Lam Son 719. Les deux bataillons ont développé des bases d'appui-feu au nord et au sud de la route 9 au Laos pour servir de fil d'Ariane à toute avancée de la PAVN dans la zone d'incursion de l'ARVN:8–12 . Le 18 février, les forces de la PAVN ont commencé à attaquer par le feu les bases Ranger Nord et Ranger Sud. Le 19 février, les attaques commencèrent contre Ranger Nord, menées par le 102e régiment de la 308e division et soutenues par des chars PT-76 et T-54 de fabrication soviétique:63. L'ARVN tint bon toute la nuit. Dans l'après-midi du 20, le 39e bataillon de Rangers avait été réduit de 500 à 323 hommes et son commandant ordonna une retraite vers Ranger Sud, à six kilomètres de là. Seuls 109 survivants atteignent Ranger Sud à la tombée de la nuit. Bien que l'on estime à plus de 600 le nombre de soldats PAVN tués au cours de l'action, les pertes au cours des trois jours de combat s'élèvent à 75 % du bataillon ARVN:339. L'attention de la PAVN s'est ensuite portée sur Ranger Sud, où 400 soldats de l'ARVN, dont les 109 survivants de Ranger Nord, ont tenu l'avant-poste pendant encore deux jours avant que le général Lãm ne leur ordonne de se frayer un chemin à cinq kilomètres au sud-est jusqu'au FSB 30:64.

### Offensive de Pâques
Le matin du 3 avril 1972, la base d'appui-feu Delta (Firebase Delta), située à 25 km au nord-ouest de Kontum et défendue par une compagnie aéroportée et une compagnie de Rangers, a été attaquée par le 52e régiment de la PAVN. L'assaut a été repoussé grâce à des frappes aériennes tactiques intensives et la PAVN a perdu 353 hommes:86. Le 21 avril, la PAVN a lancé un assaut sur la base Delta avec trois chars d'assaut soutenus par l'infanterie et, dans la soirée, a réussi à prendre le contrôle de la base:K-6. 
Au début de la bataille d'An Lộc, le 13 avril 1972, An Lộc est défendue par le 3e groupe de Rangers ; la 5e division (moins un bataillon) ; la Task Force 52 (2e bataillon, 52e régiment d'infanterie et 1er bataillon, 48e régiment d'infanterie), 500 hommes ; ainsi que la force régionale de la province de Binh Long, les forces populaires du Viêt Nam du Sud et les forces d'autodéfense du peuple (People's Self-Defense Forces - PSDF), environ 2 000 hommes:80. L'attaque initiale de la ville est repoussée par l'aviation et l'utilisation habile de roquettes M72 LAW contre les chars PAVN. Le deuxième assaut, le 15 avril, est également repoussé et les défenseurs sont renforcés par l'arrivée de la 1re brigade aéroportée et du 81e groupe de Rangers. Les PAVN bombardent la ville et réduisent progressivement la ligne de défense, tout en subissant les frappes aériennes américaines et sud-vietnamiennes. Le 11 mai, les 5e et 9e division de l'armée vietnamienne PAVN lancent un assaut massif d'infanterie et de blindés sur An Lộc, subissant de lourdes pertes à cause des frappes aériennes, mais réduisant encore plus les défenseurs:145. Un autre assaut, le 12 mai, ne parvient pas à prendre la ville:153. La PAVN lance une dernière attaque le 19 mai en l'honneur de l'anniversaire de Ho Chi Minh. L'attaque est interrompue par le soutien aérien américain et une embuscade tendue par les troupes aéroportées:157. Après les attaques des 11 et 12 mai, la PAVN s'efforça principalement de couper les colonnes de secours. Cependant, le 9 juin, ces efforts se sont avérés inefficaces et les défenseurs ont pu recevoir l'injection de main-d'œuvre et de matériel nécessaire pour balayer la zone environnante de la PAVN et, le 18 juin, la bataille était terminée.
En mai 1972, lors de la bataille de Kontum, après avoir écrasé les bases de l'ARVN à Tân Cảnh, Đắk Tô et les bases d'appui-feu le long de Rocket Ridge, la PAVN a tourné son attention vers les camps de Polei Kleng et de Ben Het, qui bloquaient les voies d'attaque sur Kontum. Polei Kleng, défendu par le 62e Rangers frontaliers, était soumis à des tirs d'artillerie depuis le 24 avril, mais à partir de midi le 6 mai, le volume des tirs augmenta de façon spectaculaire avec plus de 500 obus détruisant systématiquement les bunkers de la base et un assaut d'infanterie du 64e Régiment PAVN pénétra dans le périmètre. À 19 heures, les deux conseillers américains présents sur la base sont évacués par hélicoptère:154–6. L'attaque est repoussée et l'ARVN continue de tenir pendant trois jours supplémentaires, au cours desquels l'aviation américaine, y compris les hélicoptères de combat et 16 frappes de B-52 Stratofortress, se concentre sur l'attaque des PAVN. Dans la nuit du 7 mai, les PAVN tentent un nouvel assaut, mais sont à nouveau repoussés et perdent 300 hommes:156. Le matin du 9 mai, l'ARVN abandonne la base face à l'assaut des chars et de l'infanterie de la PAVN ; seuls 97 ARVN et les personnes à leur charge parviennent à se mettre à l'abri à Kontum:K-14. Le 9 mai, des éléments du 203e régiment blindé de la PAVN attaquent Ben Het, qui est défendu par le 85e groupe de Rangers frontaliers et le 1er escadron du 19e régiment de cavalerie blindée équipé de chars M41. Les Rangers détruisent les trois premiers chars PT-76 avec des missiles BGM-71 TOW, brisant ainsi l'attaque:215–7. Les Rangers passent le reste de la journée à stabiliser le périmètre, détruisant finalement 11 chars et tuant plus de 100 PAVN:K-14. Début mai, les 2e et 6e groupe de Rangers déployés le long de la route 14 au nord de Kontum sont remplacés par les 45e et 46e régiments de la 23e division d'infanterie. Le 21 mai, les 2e et 6e groupe de Rangers, soutenus par des éléments de cavalerie blindée et du génie, entament une opération visant à dégager la route 14 entre Pleiku et Kontum, bloquée par le régiment 95B de la PAVN près de la montagne Chu Pao. L'attaque fut ralentie par de multiples embuscades et barrages routiers de la PAVN et finalement stoppée par les défenses de la montagne Chu Pao.
Fin novembre, les 3e, 5e et 6e groupe de Rangers remplacent la 18e division à An Lộc.
Pendant la bataille de Tong Le Chon, du 25 mars 1973 au 12 avril 1974, le 92e bataillon de Rangers du camp de Tonle Cham a résisté à un siège prolongé des PAVN avant d'être finalement débordé:97–8. 
Le 11e groupe de Rangers était chargé de la défense du district de Sơn Tịnh, mais il était probablement l'une des unités les moins efficaces de ce type. Avec des bataillons qui ne pouvaient rassembler que 225 à 300 hommes pour les opérations, ses performances étaient au mieux désastreuses. Le 68e bataillon du groupe illustre le manque général d'efficacité au combat qui caractérise les deux autres bataillons et, d'ailleurs, la plupart des 12 bataillons de la Force régionale (Regional Force - )RF à Quang Ngai. Le 68e a été chassé de ses positions retranchées sur la colline 252 dans l'importante vallée de Cong Hoa, à l'approche de la ville de Quang Ngai, en octobre, par une unité de VC en infériorité. Après avoir échoué dans ses tentatives de reprise de la colline, elle fut envoyée, un peu comme une punition pour son échec, dans une zone active au sud de Chu Lai. Là, dans la nuit du 17 décembre, la 95e compagnie de sapeurs VC du district de Bình Sơn s'infiltre dans le poste de commandement du bataillon endormi, fait plus de 50 victimes, dont le commandant du bataillon et son adjoint, et emporte un mortier de 81 mm, huit radios PRC-25, 15 fusils M16, cinq pistolets de calibre 45 et cinq jumelles:63.
Du 30 octobre au 10 décembre 1973, le 21e bataillon de Rangers et la 23e division ont mené la bataille de Quang Duc, réussissant à mettre en échec les efforts des PAVN pour étendre leur réseau logistique à partir du Cambodge:58–60. 
À partir du 27 mars 1974, le 83e bataillon de Rangers tient le camp de Đức Huệ contre l'attaque de la 5e division PAVN qui entame la bataille de Svay Rieng. Les Rangers défendent le camp avec succès et le 7e groupe de Rangers, avec d'autres unités de l'ARVN, attaquent les bases de la PAVN dans la province de Svay Rieng, au Cambodge:93–5. 
Du 18 juillet au 7 août 1974, les unités de Rangers ont combattu la 304e division de la PAVN lors de la bataille de Thượng Đức:95–6.
Du 18 juillet au 4 octobre 1974, le 78e bataillon de Rangers et le 12e groupe de Rangers, ainsi que la 3e division, livrent la bataille de Duc Duc:113–21. 
Du 28 août au 10 décembre 1974, le 15e groupe de Rangers et les 3e et 51e régiment de la 1re division livrent la bataille de Phú Lộc, forçant les PAVN à reculer des collines surplombant la route 1, d'où ils peuvent bombarder la base aérienne de Phu Bai (Phu Bai Airfield):125–31.  

## Organisation

### Liaisons avec les Rangers des corps d'armée
Des pelotons de liaison Rangers de 45 à 52 hommes étaient affectés à chaque quartier général de corps d'armée/CTZ de l'ARVN. Ils étaient censés veiller à la "bonne utilisation" des Rangers.

### Les Rangers
À leur apogée en 1975, il y avait 54 bataillons de Rangers dans 20 groupes. Cependant, seuls 22 de ces bataillons, formés dans 10 groupes, étaient de véritables Rangers, tandis que les autres étaient des Rangers frontaliers (Border Rangers) qui avaient été convertis au cours de la vietnamisation à partir des anciennes forces du Programme du groupe civil de défense irrégulière (Civilian Irregular Defense Group program - CIDG) et MIKE Force.
Les formations de Rangers (Biêt Dông Quân) suivantes existaient :
- 1er groupe de Rangers : 21e, 37e et 39e bataillon de Rangers - Da Nang (1er corps d'armée/I Corps Tactical Zone)
- 2e groupe de Rangers : 11e, 22e et 23e bataillon de Rangers - Pleiku (2e corps d'armée/II CTZ)
- 3e groupe de Rangers : 31e, 36e et 52e bataillon de Rangers - Biên Hòa (3e corps d'armée/III CTZ)
- 4e groupe de Rangers : 42e, 43e et 44e bataillon de Rangers - Chi Long (initialement dans la 44e zone tactique et plus tard dans le 4e corps d'armée)
- 5e groupe de Rangers : 30e, 33e et 38e bataillon de Rangers - Biên Hòa (3e corps d'armée/III CTZ)[31]
- 6e groupe de Rangers : 35e, 51e et 54e bataillon de Rangers - Biên Hòa (3e corps d'armée/III CTZ)
- 7e groupe de Rangers : 32e et 85e bataillon de Rangers - Saigon, rattachés à la division aéroportée
- 8e groupe de Rangers : 84e et 87e bataillon de Rangers - Formé en 1974-75
- 9e groupe de Rangers : 91e et 92e bataillon  de Rangers - Formé en 1974-75
- 81e groupe de Rangers : 81e bataillon de Rangers (aéroporté) - Biên Hòa[32]

En outre, lors de la vietnamisation des forces CIDG et MIKE, d'anciennes unités CIDG ont reçu le statut de Rangers et ont été organisées en groupes de 3 bataillons chacun, mais il s'agissait principalement de forces locales sans aucune capacité de forces spéciales.
- 21e groupe de Rangers
- 22e groupe de Rangers
- 23e groupe de Rangers
- 24e groupe de Rangers
- 25e groupe de Rangers
- 31e groupe de Rangers
- 32e groupe de Rangers
- 33e groupe de Rangers
- 41e groupe de défense des frontières des Rangers - QG de Chi Long
- 42e groupe de défense des frontières des Rangers - QG de Chi Long

Les 3e, 5e et 6e groupe de Rangers, tous opérationnels dans la zone du 3e corps d'armée, sont regroupés au sein du 3e commandement de Rangers (Third Ranger Command) par l'intermédiaire duquel l'ARVN tente de former une autre division, mais le manque d'armes lourdes l'en empêche.

### Rangers frontaliers
En 1973, il existait 33 autres bataillons de Rangers pour la défense des frontières. Il s'agit des anciennes unités du CIDG formées par les Américains, qui comptaient au total 14 365 hommes. Les bataillons de Rangers frontaliers (Border Rangers) étaient plus petits que leurs homologues Rangers, avec 465 hommes contre 575 à 650 pour les Rangers réguliers.
En mars 1975, les nouvelles formations suivantes existaient également dans les montagnes centrales, composées principalement des anciens bataillons de défense frontalière des Rangers, désormais consolidés en groupes de Rangers de trois bataillons chacun :
- 21e groupe de Rangers
- 22e groupe de Rangers
- 23e groupe de Rangers
- 24e groupe de Rangers
- 25e groupe de Rangers
- 81e groupe de Rangers

Le 81e groupe de Rangers était une unité unique, formée à l'origine dans le cadre de la force de réaction du projet DELTA. Formé le 1er novembre 1964 en tant que 91e bataillon de Rangers aéroportés, il était composé de trois compagnies de Montagnards. Une 4e compagnie a été ajoutée en 1965. Il a été réorganisé en 1966 sous le nom de 81e bataillon de Rangers par la "purge des non-vietnamiens" (transférés aux Rangers frontaliers ou aux forces régionales de la République du Viêt Nam) afin de le rendre plus "efficace". Le 81e se compose de six compagnies entièrement vietnamiennes. Elle était officiellement placée sous le commandement des Forces spéciales de l'armée de la République du Viêt Nam (Lực Lượng Đặc Biệt - LLDB) et non sous celui des Rangers. Elle était en fait sous le contrôle direct du Projet DELTA, bien que deux compagnies aient été mises à la disposition du LLDB.

## Formation
En mai 1960, des cours pour les Rangers ont été mis en place sur trois sites d'entraînement : Da Nang, Nha Trang et Song Mao. Le centre d'entraînement de Nha Trang a été transféré à Dục Mỹ (Dục Mỹ Camp) en 1961 et est devenu le centre d'entraînement des Rangers-Biêt Dông Quân. L'entraînement des unités de la taille d'une compagnie ou d'un bataillon a été établi plus tard à Trung Lap ; pour assurer un niveau élevé et constant de préparation au combat, les unités du BDQ ont effectué des rotations régulières dans les deux centres d'entraînement. Les diplômés de l'école reçoivent l'insigne des Rangers, avec ses épées croisées distinctives.
Les Ranger Training Centers dispensent un entraînement réaliste et rigoureux qui permet aux diplômés d'accomplir les missions difficiles assignées aux unités de Rangers. Surnommés la "steel refinery" (raffinerie d'acier) de l'ARVN, les centres dispensent une formation à la fois dans la jungle et dans la guerre de montagne.

## Uniformes et équipement
Les Rangers portaient tous les uniformes de l'ARVN, mais ils étaient connus pour leurs uniformes OG-107 très ajustés et leurs uniformes de camouflage "Frog Skin", aussi connu comme "Duck Hunter" (chasseur de canard). Ils portaient un tigre noir hargneux superposé à une grande étoile jaune peinte à l'avant de leur casque. Beaucoup d'entre eux portaient des rayures noires et jaunes peintes sur leur casque. De nombreux rangers portaient également un bandana rouge.
Les Rangers portent des bérets marron/marron tirés vers la gauche, à la française, avec un insigne contenant une flèche ailée dans une couronne, porté sur l'oreille droite. Ce béret était également porté par les conseillers de l'armée américaine et australienne au sein de l'unité.

## Citation
Au total, 11 citations présidentielles d'unité (États-Unis) (Presidential Unit Citation) ont été décernées aux 22 premiers bataillons de Rangers, dont une unité qui a reçu trois citations au total de la part de deux présidents différents.
Le plus grand expert en contre-insurrection, Sir Robert Thompson, a fait remarquer en 1974 que l'ARVN dans son ensemble était la 3e armée la mieux entraînée du monde libre et la 2e après les Israéliens en matière de contre-insurrection, les Rangers, les troupes aéroportées de l'ARVN et la division de Marines formant l'avant-garde.

## Commandants
| N° | Nom complet      | Grade                                                    | Durée du mandat  | Commantaires |
| -- | ---------------- | -------------------------------------------------------- | ---------------- | --- |
| 1  | Lữ Đình Sơn      | Major                                                    | 7/1960-10/1960   | Premier commandant en chef. Démobilisé à la fin de 1963. |
| 2  | Phan Trọng Chinh | Major                                                    | 10/1960-11/1960  | A participé au coup d'État du 11/11/1960, a été exilé à Con Dao jusqu’à la fin de 1963 pour être rendu à l'armée. Dernier grade et poste: Lieutenant général commandant de l'École de commandement et d’état-major |
| 3  | Phan Đình Thứ    | Colonel                                                  | 11/1960-5/1962   | Plus tard, général de brigade, commandant adjoint du territoire du 2e corps d'armée. |
| 4  | Tôn Thất Xứng    | Colonel                                                  | 5/1962-1/1963    | Plus tard, il a été commandant général de division de l'École de commandement et d’état-major général (1964-1967).                                                                                                 |
| 5  | Phan Xuân Nhuận  | Lieutenant-colonel (11/1963) Général de brigade (8/1964) | 1/1963-3/1966    | Plus tard, général de brigade, commandant de la 1re division d'infanterie (mars 1966). |
| 6  | Trần Văn Hai     | Lieutenant-colonel (11/1967)                             | 3/1966-6/1968    | Plus tard, général de brigade, commandant de la 7e division d’infanterie. Le 30 avril 1975, il s'est suicidé dans le commandement de la 4e division d’infanterie à la base de Dong Tam à My Tho, Dinh Tuong.       |
| 7  | Trần Công Liễu   | Colonel                                                  | 6/1968-8/1972    | Plus tard, colonel chef spécial et maire de Cam Ranh. En avril 1975, le chef d’état-major du commandement de l'armée était formé.                                                                                  |
| 8  | Đỗ Kế Giai       | Général de brigade Général de division (4/1974)          | 8/1972-30/4/1975 | Le dernier commandant en chef. En avril 1975 changement du titre de commandant en chef en commandant |

## Source
- (en) Cet article est partiellement ou en totalité issu de l’article de Wikipédia en anglais intitulé « Vietnamese Rangers » (voir la liste des auteurs).